# Brusiwka (obwód doniecki)
Brusiwka (ukr. Брусівка) – wieś na Ukrainie, w obwodzie donieckim, w rejonie kramatorskim. W 2001 liczyła 163 mieszkańców.